# 荒川遊園地前停留場
荒川遊園地前停留場（日语：／ Arakawa-yūenchimae teiryūjo */?）是一個位於東京都荒川區西尾久，屬於荒川線的停留場。
該停留場的名稱是「荒川遊園地前」，最近的遊樂園的名稱是「荒川遊園」、最近的信號名稱是「荒川遊園前」、鄰近荒川遊園的隅田川水上巴士東京水邊線的乘船場稱為「荒川遊園發着場」。

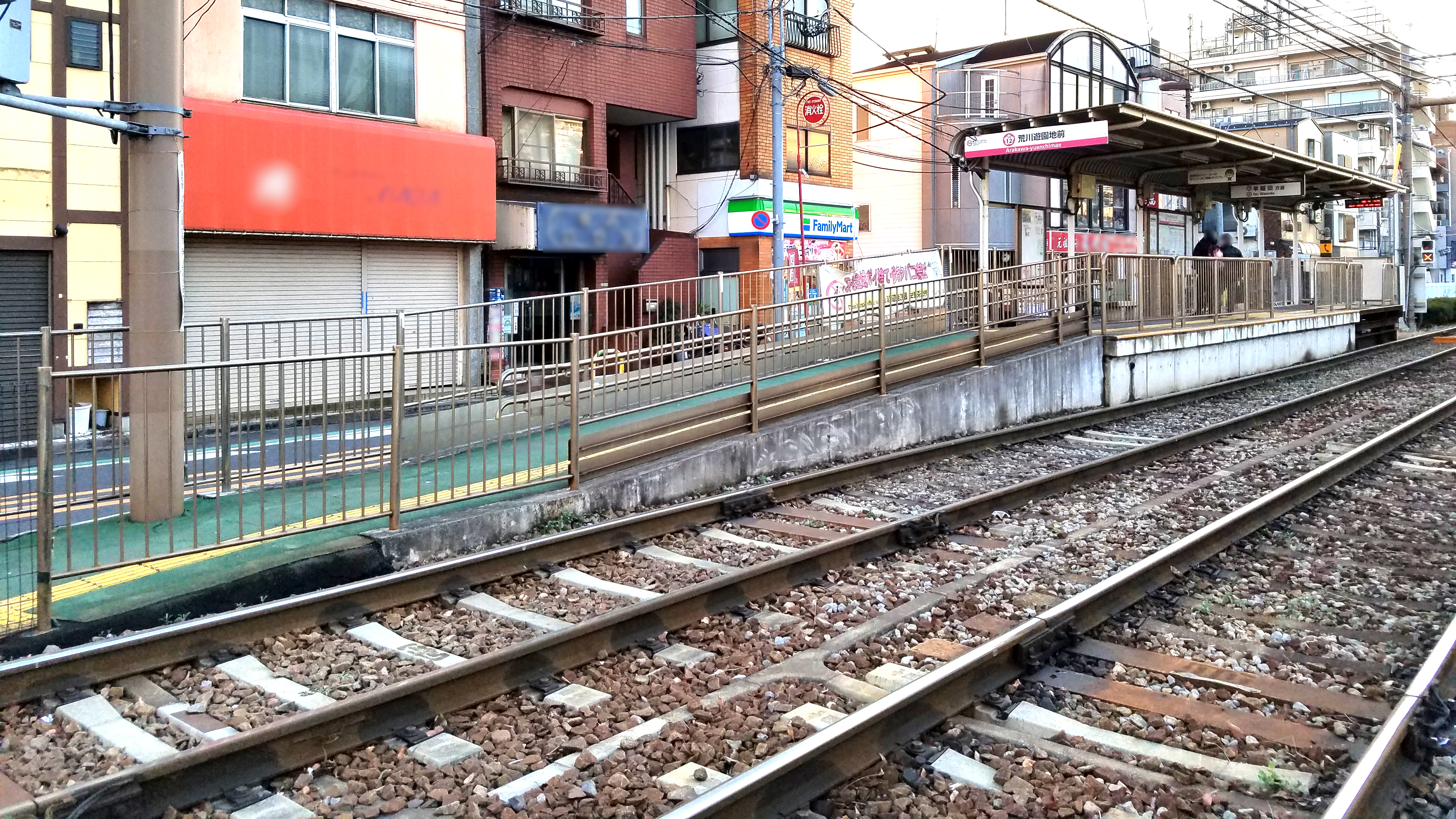
往早稻田方的月臺（2021年2月）

## 歷史
- 1913年4月1日：開業。開業當初名為荒川遊園前停留場。
- 都營後改名為尾久六丁目停留場，實施住居表示（日语：住居表示）西尾久七丁目停留場。
- 之後改名為現停留場名。

## 停留場構造
對向式月台2面2線的地面車站。
| 月台 | 路線                   | 方向 | 目的地                         |
| ---- | ---------------------- | ---- | ------------------------------ |
| 南側 | 都電荒川線（東京櫻電） | 上行 | 王子站前、大塚站前、早稻田方向 |
| 北側 | 都電荒川線（東京櫻電） | 下行 | 町屋站前、三之輪橋方向         |

## 相鄰停留場
東京都交通局
 都電荒川線（東京櫻電）
荒川車庫前（SA 13）－荒川遊園地前（SA 12）－小台（SA 11）

## 外部連結
- 荒川遊園地前停留場 （页面存档备份，存于） - 東京都交通局